# よさこいアニメフェスティバル
よさこいアニメフェスティバルは、高知県で開催されているコスプレイベント。主催は、こいアニ事務局と株式会社よさこい。愛称は「こいアニ」。こいアニ オーガナイザーは、高知県出身のコスプレイヤーでイベントオーガナイザーの「みーぽけ」。
2022年11月23日に第1回を開催しその後も不定期に開催されている。中央公園をメイン会場とし、周辺商店街でも痛車の展示などが行われている。

## 概要
アニメ、漫画、ゲームなどをフィーチャーした高知発のサブカルイベント。コスプレを中心に痛車展示、アニソンカラオケ大会、eスポーツ大会、グルメやグッズの出店など、いろいろある。最近はコスプレ専用の「コニコス」も開催されている。

## 会場
| 年                   | 会場                                                                    | 所在地                       | ステージ | 備考                                                                                     |
| -------------------- | ----------------------------------------------------------------------- | ---------------------------- | -------- | ---------------------------------------------------------------------------------------- |
| 2022年11月23日       | 高知市中央公園・帯屋町商店街                                            | 高知県高知市帯屋町           |          |                                                                                          |
| 2023年2月4日・5日    | 高知市中央公園・周辺商店街                                              | 高知県高知市帯屋町           |          |                                                                                          |
| 2023年6月4日         | おびさんロード商店街・大橋通り商店街・レンタルスペースKanau・帯屋町公園 | 高知県高知市帯屋町           |          | 「コニコスinおびさんロード」とイベント名を変え、コスプレがメインのイベントとして開催。   |
| 2023年8月19日・20日  | 高知市中央公園・帯屋町一丁目商店街・はりまや橋公園                      | 高知県高知市帯屋町           |          |                                                                                          |
| 2023年11月25日・26日 | 旧須崎高校                                                              | 高知県須崎市下分391-2        |          | 「こいアニ文化祭」として開催予定だったが、参加者数が想定を下回ることから中止となる。     |
| 2023年12月2日・3日   | 高知市中央公園                                                          |                              |          |                                                                                          |
| 2024年2月4日         | イオンモール高知                                                        | 高知県高知市秦南町一丁目4-8  |          | 「コニコスinイオンモール高知」とイベント名を変え、コスプレがメインのイベントとして開催。 |
| 2024年3月23日・24日  | 高知市中央公園                                                          |                              |          |                                                                                          |
| 2024年7月14日        | 天然色劇場                                                              | 高知県香南市吉川町吉原1843-1 |          | 「コニコスin天然色劇場」とイベント名を変え、コスプレがメインのイベントとして開催。       |
| 2024年9月28日・29日  | 高知市中央公園                                                          |                              |          |                                                                                          |
| 2024年11月10日       | イオンモール高知                                                        | 高知県高知市秦南町一丁目4-8  |          | 「コニコスinイオンモール高知」とイベント名を変え、コスプレがメインのイベントとして開催。 |
| 2024年12月27日       | 高知市文化プラザかるぽーと                                              | 高知県高知市九反田2-1        |          | 「こいアニ忘年会」として、開催される。                                                   |
| 2025年2月23日        | 東洋電化中央公園（高知市中央公園）                                      |                              |          | メインスポンサーとして高陽開発株式会社がスポンサーになる。                               |
| 2025年4月20日        | 天然色劇場                                                              |                              |          | 「コニコスin天然色劇場」とイベント名を変え、コスプレがメインのイベントとして開催。       |
| 025年5月24日         | 琴平町公会堂、旧金毘羅大芝居（金丸座）、金刀比羅宮、こんぴら表参道など  | 香川県琴平町                 |          | 「コニコス@香川県琴平町」とイベント名を変え、コスプレがメインのイベントとして開催。      |
| 2025年9月27日・28日  | 東洋電化中央公園（高知市中央公園）                                      |                              |          |                                                                                          |

## 交通アクセス
(中央公園）
JR高知駅から車で5分、徒歩14分。とさでん交通（路面電車）堀詰停留場またははりまや橋停留場から2分。堺町バス停（路線バス）からすぐ。
(天然色劇場)　高知空港から車で5分。高知東部自動車道高知龍馬空港ICから車で6分。土佐くろしお鉄道のいち駅からタクシー15分。